# Józef Antoni Habsburg
Józef Antoni Jan Habsburg (ur. 9 marca 1776 we Florencji, zm. 13 stycznia 1847 w Budzie) – palatyn Węgier, feldmarszałek armii austriackiej.

## Życiorys
Syn cesarza rzymsko-niemieckiego Leopolda II Habsburga i Marii Ludwiki Burbon. Jego dziadkami byli cesarz Franciszek I Lotaryński i Maria Teresa Habsburg oraz król Hiszpanii Karol III Burbon i Maria Amalia Wettyn.
30 października 1799 roku w Sankt Petersburgu poślubił wielką księżną Aleksandrę Pawłowną Romanową córkę cara Pawła I i jego drugiej żony, carowej Marii Fiodorownej, księżniczki wirtemberskiej. Aleksandra zmarła przy porodzie pierwszego dziecka.
- Aleksandra (8 marca 1801)

30 sierpnia 1815 roku w Schaumburgu poślubił Herminę Anhalt-Bernburg-Schaumburg-Hoym (1797–1817) córkę księcia Wiktora II Anhalt-Bernburg-Schaumburg-Hoym i księżniczki Amalii Nassau-Weilburg. Para miała dwójkę dzieci:
- Hermina Amalie Marie (1817–1842)
- Stefan Franciszek Wiktor (1817–1867)

24 sierpnia 1819 roku w Kierchbergu poślubił Marię Dorotę Wirtemberską córkę księcia Ludwika Wirtemberskiego i księżniczki Henrietty z Nassau-Weilburg. Para miała pięcioro dzieci:
- Franciszek (1820),
- Aleksander (1825-1837),
- Elżbieta Franciszka (1831–1903), żona arcyksięcia Ferdynanda Karola Habsburga,
- Józef Karol (1833–1905), mąż Klotyldy z Saksonii-Coburga-Saalfeld,
- Maria Henrietta (1836-1902), żona króla Belgii Leopolda II.